# Ferdinand von Kummer

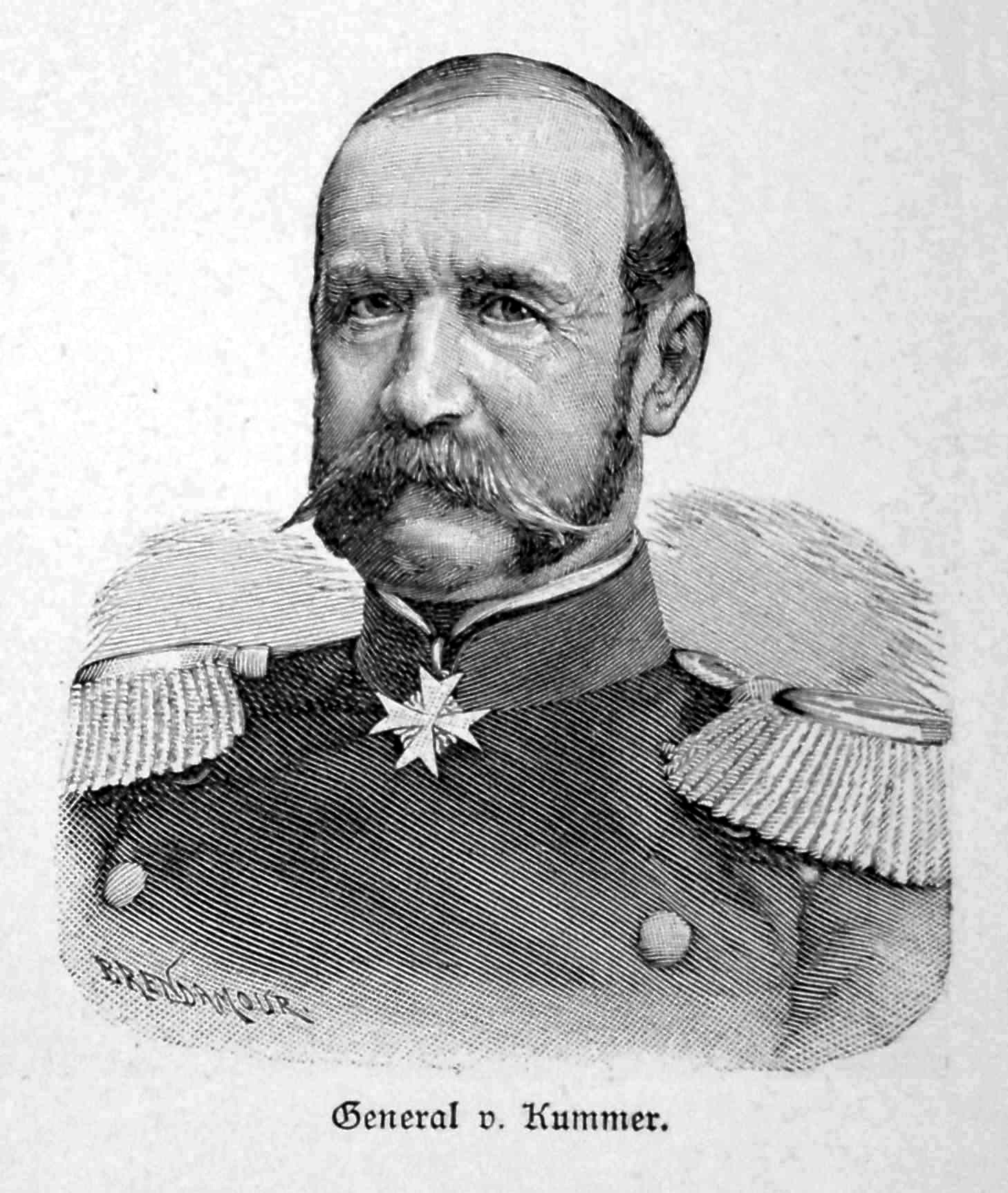
General von Kummer

Rudolf Ferdinand Kummer, seit 1837 von Kummer, (* 11. April 1816 in Szelejewo, Provinz Posen; † 3. Mai 1900 in Hannover) war ein preußischer General der Infanterie.

## Leben

### Herkunft
Ferdinand war der Sohn des preußischen Oberamtmanns Ferdinand Friedrich Kummer (1787–1835) und dessen zweiter Ehefrau Eva, geborene von Kalinowski (1799–1863).

### Militärkarriere
Kummer besuchte die Gymnasien in Bromberg und Posen. Er trat dann am 13. Januar 1834 als Füsilier in das 18. Infanterie-Regiment der Preußischen Armee ein und avancierte Mitte September 1835 zum Sekondeleutnant. 1848 nahm er als Hauptmann und Generalstabsoffizier an mehreren Gefechten gegen polnische Aufständische teil. Nach den Kämpfen wurde er der Reorganisationskommission in der Provinz Posen zugeteilt. Nach der Beförderung zum Major 1855 wurde er als Generalstabsoffizier zur 10. Division versetzt. Später erfolgte seine Versetzung zum Gardekorps. 1860 erfolgte mit der Beförderung zum Oberstleutnant die Ernennung zum Chef des Generalstabs des I. Armee-Korps mit Sitz in Königsberg. Bald darauf wurde er in gleicher Position erneut zum Gardekorps versetzt. Hier erfolgte dann 1861 die Beförderung zum Oberst. Von 1864 bis 1865 kommandierte Kummer das Westfälische Infanterie-Regiment Nr. 37, das in Rawicz stationiert war. Sein nächstes Kommando war über die 25. Infanterie-Brigade in Münster, die er ab 1865 als Generalmajor befehligte. Mit diesem Großverband nahm er im Deutschen Krieg 1866 mit der Mainarmee am Mainfeldzug teil. Nach Beendigung des Krieges erhielt Kummer am 20. September 1866 für seine Leistungen den Orden Pour le Mérite.
1868 wurde er Inspekteur der Besatzung von Mainz und Generalleutnant. Nach dem Beginn des Krieges gegen Frankreich erhielt Kummer am 10. August 1870 das Kommando über die 3. Reserve-Division. Diese Division bestand aus der untergeordneten 3. Landwehr-Division, einer Infanteriebrigade, einer Reserve-Kavalleriebrigade und einiger Artillerie sowie Pionieren. Mit dieser nahm er an der Einschließung von Metz bis zur Kapitulation teil. Seine Division kämpfte in der Schlacht von Noisseville und trug die Hauptlast in den Kämpfen bei Bellevue. Nach dem Fall von Metz am 27. Oktober 1870 war er bis zum 6. November Kommandant von Metz. Gleichzeitig wurden seine Landsturmeinheiten und die Infanteriebrigade mit dem Abtransport der zahlreichen Kriegsgefangenen beauftragt und die Division wurde aufgelöst. Kummer übernahm stattdessen am 27. Oktober 1870 die 15. Division. Diese war Teil des VIII. Armee-Korps (Erste Armee) im nördlichen Frankreich. Er kämpfte hier erfolgreich in der Schlacht bei Amiens und der Schlacht an der Hallue und führte den Vorstoß auf Bapaume, der zur Schlacht bei Bapaume führte. Nach dem Sieg bei Saint-Quentin am 19. Januar 1871 waren für ihn die Kämpfe beendet. Bereits am 12. Januar 1871 hatte er das Eichenlaub zum Pour le Mérite erhalten.
Kummer ging nach dem Frieden nach Köln, wo er im Oktober 1873 auch die Geschäfte des Gouverneurs übernahm. Im Januar 1875 wurde Kummer unter Beförderung zum General der Infanterie mit dem Rang als Kommandierender General von den bisherigen Stellungen entbunden und zu den Offizieren von der Armee versetzt. Zu seinem Gehalt erhielt er eine jährliche Zulage von 6000 Mark. Am 9. Januar 1877 wurde Kummer unter gleichzeitiger Verleihung des Großkreuzes des Roten Adlerordens mit Eichenlaub und Schwertern zur Disposition gestellt.
Er verstarb 1900 in Hannover und wurde auf dem dortigen Neuen Nikolai-Friedhof beigesetzt.

### Familie
Kummer verheiratete sich am 26. Februar 1838 in Polskawies, Kreis Gnesen mit Henriette Johannes (1817–1892). Aus der Ehe gingen folgende Kinder hervor:
- Amalie (* 1838) ⚭ 1868 Walter von Kalckstein (1840–1903), preußischer Generalmajor
- Heinrich (1841–1924), preußischer Generalleutnant ⚭ 1868 Marie Kahlbaum (1848–1894)